# Eticità

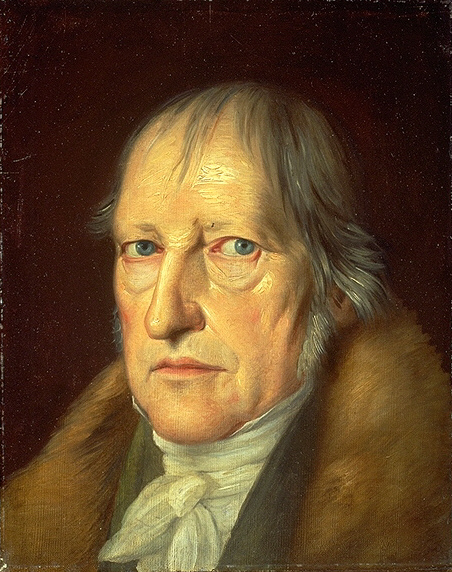
Georg Wilhelm Friedrich Hegel

Eticità (dal tedesco Sittlichkeit) è un termine filosofico usato dal filosofo tedesco Hegel, che lo riferisce a quell'insieme di istituzioni sociali (famiglia, società civile, Stato), in cui l'astratta libertà individuale acquista valore reale oggettivandosi concretamente e realizzandosi nella universale comunità umana. Dopo gli stadi del diritto astratto (tesi) e della moralità (antitesi) lo spirito oggettivo si realizza nell'eticità (sintesi), in cui la libertà si concretizza oggettivandosi in forme sempre più ampie (la famiglia, la società civile) sino a giungere alla universalità dello Stato.

## L'ipocondria
Hegel in un accenno autobiografico espone il momento in cui nella vita dell'individuo compare l'eticità come consapevolezza del dover passare dalle astrattezze della giovinezza alla responsabile maturità dell'età adulta:
«Lo sviluppo compiuto dell'individualità soggettiva, che recalcitrava al suo risolversi nell'universalità e obiettività, deve combattere ancora un aggrapparsi a se stesso e indugiare in una vuota soggettività.» Un atteggiamento ipocondriaco, come lo chiama lo stesso Hegel «che arriva per lo più intorno al ventisettesimo anno di età - o tra questa età e il trentaseiesimo anno...» e che appare poco appariscente ma al quale «un individuo non può sottrarvisi facilmente; e se questo momento sopravviene più tardi, appare con sintomi più gravi; ma poiché esso è insieme essenzialmente di natura spirituale...quella disposizione d'animo può distribuirsi e trascinarsi lungo l'intera superficialità di una vita che non si è concentrata in quell'istante.» «Nelle nature deboli...in questo stato morboso l'uomo non vuole rinunciare alla propria soggettività, non riesce a superare l'avversione nei confronti della realtà effettiva.»
È questo il momento in cui il mondo privato soggettivo individuale e il mondo reale oggettivo della universalità appaiono nel loro contrasto, che dovrà essere risolto in una superiore unità. Questo tempo segnerà la speculazione hegeliana nel passaggio da Francoforte a Jena, quando il filosofo uscirà dal suo io per immergersi nella certezza della vita quotidiana e la semplice descrizione dell'esperienza e della vita diventerà la riflessione sulla vita.

## La critica hegeliana alla morale kantiana
Nel suo periodo giovanile Hegel aveva creduto alla validità dell'etica antica che era nata quando il mondo greco aveva abbandonato la credenza che fossero gli dei gli autori delle leggi, sacre e immutabili, che li governavano e avevano scoperto invece, come la diversità delle norme tra Stato e Stato dimostrava, che quelle non erano state formulate dagli dei ma dagli uomini e da loro manipolate per loro vantaggio. 
Friedrich Hölderlin e Friedrich Schiller, sono ora i modelli di riferimento per Hegel che polemizza nei confronti della filosofia morale e la filosofia del diritto di Kant concepite astrattamente nel loro rapporto tra l'individuo e lo Stato. L'etica kantiana è criticata da Hegel per il rigorismo  ed il formalismo: è rigorista, in quanto genera la lotta dell'uomo con se stesso; infatti il principio kantiano del dovere per il dovere è un'astrazione che si scontra con le naturali tendenze, gli impulsi della sensibilità, le inclinazioni, le passioni umane. L'etica kantiana è  inoltre formalista, perché è una creazione intellettualistica, che apparentemente la fa sembrare come un superamento delle etiche eteronome ebraica e cristiana, che asserviscono l'uomo alla divinità, mentre quella kantiana vorrebbe apparire come liberatrice dell'individuo che obbedisce solo a se stesso. L'etica kantiana si presenta quindi come autonoma, in quanto si fonda sull'Imperativo categorico, cioè un principio oggettivo, dato come un "factum" della ragione, cioè un'evidenza razionale. L'etica autonoma kantiana però genera l'opposizione tra un uomo che razionalmente comanda a se stesso e la sua naturalità, che lo spinge in direzione contraria a disobbedire, creando al suo interno una scissione, che lo trasforma in un essere «anfibio» diviso tra due mondi.
La morale kantiana è soggettivistica e individualista e trova riscontro, secondo Hegel, nello Stato moderno dove la libertà è prerogativa dell'individuo considerato in maniera atomistica. Se in Kant il cittadino è considerato sempre come persona morale e giuridica indipendentemente dal suo rapporto con la società e lo Stato, in Hegel l'individuo ha significato solo nel rapporto con la famiglia, la società civile e lo Stato, considerato come Stato etico. 
In Hegel, il rimedio all'atomismo degli illuministi (francesi, inglesi e di Kant) è il ritorno alla «bella comunità» antica, quella della polis greca, dove il cittadino, pur conservando la sua soggettività, era in armonia con gli altri, poiché non era soggetto alla costrizione delle leggi, ma obbediva spontaneamente a norme di vita instauratesi, grazie alla tradizione, come consuetudini. Nello stesso tempo il cittadino antico poteva vivere a pieno la sua sensibilità senza timore di eccedere partecipando a quelle feste popolari, come quelle dei culti dionisiaci, che la religione santificava. Queste concezioni hegeliane saranno divulgate nuovamente nel '900 nella celebre conferenza "Hegel e i Greci" in "Segnavia" da Martin Heidegger, attraverso un nuovo taglio ermeneutico. 
In Italia l'eticità hegeliana fu molto apprezzata da Giovanni Gentile, uno dei massimi rappresentanti del neoidealismo. Soprattutto la concezione hegeliana dello Stato fu ripresa e reinterpretata da Gentile nei Fondamenti di filosofia del diritto (1916), affermando le origini borghesi e liberali dello Stato etico che si configurerà storicamente come stato totalitario

## La corporazione
Nello Stato moderno il superamento dell'antagonismo tra lo stesso Stato e gli individui, secondo Hegel, che è condizionato storicamente dalla arretratezza politica ed economica della Prussia, avviene con l'istituto della corporazione. Nei suoi Lineamenti di filosofia del diritto (1820), lo Stato preso a modello  è infatti la Prussia rimasta estranea alle conquiste della Francia nel 1789 e che è ormai cristallizzata nella forma di uno Stato diviso in ceti (Stände) ossia di uno Stato corporativo. Le corporazioni composte dal ceto industriale (artigiani, imprenditori e commercianti) superano la frantumazione della società civile, finalizzata a soddisfare i bisogni dei singoli, mediando tra gli individui e lo Stato.
In questo modo il singolo trova assistenza economica e protezione nell'ambito del ceto a cui appartiene e acquisisce vantaggio politico, partecipando al potere legislativo e eleggendo nella camera bassa deputati rappresentanti del suo ceto, ma non semplici esecutori della volontà collettiva di ceto. La caratteristica di "libertà di mandato" dei deputati non vincolati a un mandato imperativo conferisce un aspetto di modernità alla concezione politica di Hegel, che rimane però sostanzialmente conservatrice.